# Melodifestivalen 2006
Un año más el Melodifestivalen llegó a todas las pequeñas pantallas de Suecia. Por quinto año consecutivo el formato fue de cuatro semifinales repartidas por ciudades del país, una repesca o "segunda oportunidad" y una final. La reconocida cantante y ganadora del Melodifestivalen en 2004 Lena Philipsson fue la encargada de presentar todas las rondas excepto la repesca que fue conducida por Carin Hjulström-Livh. Como novedad de ese año, Pekka Heino se encargó de ser el comentarista.
Como se viene haciendo desde 2004, las 28 canciones elegidas por un jurado interno, se añadieron cuatro jokers, uno por cada semifinal. Estos fueron Andreas Johnson, Magnus Carlsson, Bodies Without Organs y Rednex.
Las sedes elegidas para albergar las semifinales fueron: el Ejendals Arena de Leksand (18 de febrero), Löfbergs Lila Arena de Karlstad (25 de febrero), Arena Rosenholm de Karlskrona (4 de marzo) y el Scandinavium de Gotemburgo (11 de marzo). La repesca (12 de marzo) se hizo en el TV Huset, un estudio de la SVT y como en años anteriores la final se celebró en el Globen Arena de Estocolmo el 18 de marzo.

## Semifinal en Leksand (18 de febrero)
| Nr. | Intérprete           | Canción                         | Compositores                                                     | Votos   | Votos   | Posición | Comentarios |
| Nr. | Intérprete           | Canción                         | Compositores                                                     | Ronda 1 | Ronda 2 | Posición | Comentarios |
| --- | -------------------- | ------------------------------- | ---------------------------------------------------------------- | ------- | ------- | -------- | ----------- |
| 1   | Simone Moreno        | Aiayeh (The Music of the Samba) | Simone Moreno, Anders von Hofsten, Andreas Unge, Andreas Kleerup | 6 688   |         | 8        | -           |
| 2   | Electric Banana Band | Kameleont                       | Janne Schaffer, Lasse Åberg                                      | 32 192  | 29 037  | 4        | Repesca     |
| 3   | Anna Sahlene         | This Woman                      | Bobby Ljunggren, Henrik Wikström, Anna Sahlene                   | 22 078  | 25 954  | 5        | -           |
| 4   | Magnus Bäcklund      | The Name of Love                | Lina Eriksson, Mårten Eriksson                                   | 39 442  | 45 561  | 3        | Repesca     |
| 5   | Linda Bengtzing      | Jag ljuger så bra               | Lars "Dille" Diedricson, Martin Hedström, Ingela "Pling" Forsman | 49 506  | 56 658  | 2        | Final       |
| 6   | Pandang              | Kuddkrig                        | Kristofer Stange, Adam Chiapponi, Stefan Wesström                | 16 611  |         | 6        | -           |
| 7   | Hannah Graaf         | Naughty Boy                     | Martin Landh, Joacim Dubbleman, Sam McCarthy                     | 14 230  |         | 7        | -           |
| 8   | Andreas Johnson      | Sing for me                     | Andreas Johnson, Peter Kvint                                     | 56 354  | 61 323  | 1        | Final       |

Total llamadas: 466.660

## Semifinal en Karlstad (25 de febrero)
| Nr. | Intérprete       | Canción                    | Compositores                                                                 | Votos   | Votos   | Posición | Comentarios |
| Nr. | Intérprete       | Canción                    | Compositores                                                                 | Ronda 1 | Ronda 2 | Posición | Comentarios |
| --- | ---------------- | -------------------------- | ---------------------------------------------------------------------------- | ------- | ------- | -------- | ----------- |
| 1   | Magnus Carlsson  | Lev livet!                 | Anders Glenmark, Niklas Strömstedt                                           | 31 115  | 49 610  | 1        | Final       |
| 2   | The Elephantz    | Oh Yeah                    | Daniel Bäckström, Funky Dan Larsson, Eddie Brown, Jens Duwsjö, Martin Carboo | 7 856   |         | 8        | -           |
| 3   | Sonya Aldén      | Etymon                     | Bobby Ljunggren, Ingela "Pling" Forsman, Henrik Wikström                     | 16 541  | 17 299  | 5        | -           |
| 4   | Östen med Resten | Ge mig en kaka till kaffet | Thomas G:son                                                                 | 13 617  |         | 6        | -           |
| 5   | Pablo Cepeda     | La chica de la copa        | Patrik Magnusson, Johan Ramström, Pablo Cepeda                               | 12 630  |         | 7        | -           |
| 6   | Kikki Danielsson | I dag & i morgon           | Thomas G:son, Calle Kindbom                                                  | 35 792  | 35 753  | 2        | Final       |
| 7   | Niklas Wahlgren  | En droppe regn             | Ingela "Pling" Forsman, Bobby Ljunggren, Henrik Wikström                     | 17 600  | 23 339  | 4        | Repesca     |
| 8   | Velvet           | Mi amore                   | Niclas Molinder, Joacim Persson, Pelle Ankarberg                             | 21 496  | 22 627  | 3        | Repesca     |

Total llamadas: 306.074

## Semifinal en Karlskrona (4 de marzo)
| Nr. | Intérprete            | Canción                       | Compositores                                                  | Votos   | Votos   | Posición | Comentarios |
| Nr. | Intérprete            | Canción                       | Compositores                                                  | Ronda 1 | Ronda 2 | Posición | Comentarios |
| --- | --------------------- | ----------------------------- | ------------------------------------------------------------- | ------- | ------- | -------- | ----------- |
| 1   | Bodies Without Organs | Temple Of Love                | Alexander Bard, Anders Hansson                                | 38 733  | 53 820  | 2        | Final       |
| 2   | Jessica Folcker       | When Love's Comin' Back Again | Thomas G:son, Pontus Assarsson                                | 14 725  |         | 7        | -           |
| 3   | Gregor                | Mi amor                       | Magnus Rongedal, Henrik Rongedal, Lotta Ahlin, Tommy Lydell   | 6 801   |         | 8        | -           |
| 4   | Jessica Andersson     | Kalla nätter                  | Niklas Edberger, Johan Fransson, Tobias Lundgren, Tim Larsson | 17 873  | 26 247  | 5        | -           |
| 5   | The Poodles           | Night of Passion              | Robert Olausson, Maiti Alfonzetti, Sonja Aldén, Johan Lyander | 45 927  | 56 242  | 1        | Final       |
| 6   | Elysion               | Golden Star                   | Mikael Anderfjärd, Andreas Nordqvist, Dan Attlerud            | 27 241  | 31 864  | 4        | Repesca     |
| 7   | Patrik Isaksson       | Faller du så faller jag       | Patrik Isaksson                                               | 22 985  | 33 080  | 3        | Repesca     |
| 8   | Kayo                  | Innan natten är över          | Thomas G:son, Henrik Sethsson                                 | 17 770  |         | 6        |             |

Total llamadas: 411.478

## Semifinal en Gotemburgo (11 de marzo)
| Nr. | Intérprete                   | Canción                 | Compositores                                                                   | Votos   | Votos   | Posición | Comentarios |
| Nr. | Intérprete                   | Canción                 | Compositores                                                                   | Ronda 1 | Ronda 2 | Posición | Comentarios |
| --- | ---------------------------- | ----------------------- | ------------------------------------------------------------------------------ | ------- | ------- | -------- | ----------- |
| 1   | Roger Pontare                | Silverland              | Thomas G:son, Marcos Ubeda                                                     | 29 939  | 37 645  | 4        | Repesca     |
| 2   | Laila Adéle                  | Don't Try To Stop Me    | Henrik Hansson, Anders Hallbäck                                                | 17 851  |         | 7        |             |
| 3   | Günther & The Sunshine Girls | Like Fire Tonight       | Mats Söderlund, Anderz Wrethov                                                 | 20 767  |         | 6        |             |
| 4   | Sandra Dahlberg              | Jag tar det jag vill ha | Johan Fransson, Tobias Lundgren, Niklas Edberger, Tim Larsson, Sandra Dahlberg | 26 462  | 34 769  | 5        |             |
| 5   | Evan                         | Under Your Spell        | Pontus Hagberg, Malin Eriksson, Jonas Sjöström                                 | 13 600  |         | 8        |             |
| 6   | Rednex                       | Mama Take Me Home       | Matthews Green, Michael Clauss                                                 | 37 104  | 50 418  | 3        | Repesca     |
| 7   | Björn Kjellman               | Älskar du livet         | Calle Kindbom, Dan Fernström                                                   | 40 574  | 53 000  | 2        | Final       |
| 8   | Carola                       | Evighet                 | Bobby Ljunggren, Thomas G:son, Henrik Wikström                                 | 139 592 | 151 021 | 1        | Final       |

Total llamadas: 653.991

## Repesca (12 de marzo)
| Nr. | Intérprete           | Canción                 | Compositores                                             | Votos   | Votos   | Posición | Comentarios |
| Nr. | Intérprete           | Canción                 | Compositores                                             | Ronda 1 | Ronda 2 | Posición | Comentarios |
| --- | -------------------- | ----------------------- | -------------------------------------------------------- | ------- | ------- | -------- | ----------- |
| 1   | Electric Banana Band | Kameleont               | Lasse Åberg, Janne Schaffer                              | 14 961  |         | 6        |             |
| 2   | Magnus Bäcklund      | The name of love        | Lina Eriksson, Mårten Eriksson                           | 35 823  | 53 582  | 2        | Final       |
| 3   | Niclas Wahlgren      | En droppe regn          | Ingela "Pling" Forsman, Bobby Ljunggren, Henrik Wikström | 10 584  |         | 8        |             |
| 4   | Velvet               | Mi amore                | Niclas Molinder, Joacim Persson, Pelle Ankarberg         | 12 076  |         | 7        |             |
| 5   | Elysion              | Golden Star             | Mikael Anderfjärd, Andreas Nordqvist, Dan Attlerud       | 25 947  | 33 583  | 5        |             |
| 6   | Patrik Isaksson      | Faller du så faller jag | Patrik Isaksson                                          | 36 613  | 51 270  | 3        |             |
| 7   | Rednex               | Mama Take Me Home       | Matthews Green, Michael Clauss                           | 53 635  | 68 670  | 1        | Final       |
| 8   | Roger Pontare        | Silverland              | Thomas G:son, Marcos Ubeda                               | 36 180  | 45 188  | 4        |             |

Total llamadas: 480.449

## Gran Final
Como se venía haciendo desde 2002, la final tuvo lugar en el Globen Arena de Estocolmo, y se celebró el sábado 18 de marzo desde las 8 hasta las 10 de la noche. Por quinto año consecutivo se batió el récord histórico de llamadas telefónicas rozando las dos millones. La ganadora y representante de Suecia en el Festival de la Canción de Eurovisión 2006 fue la canción "Evighet" interpretada por Carola. 
La canción obtuvo la máxima puntuación del televoto, pero solo fue segunda de los jurados, que eligieron "Sing For Me" de Andreas Johnson. Poco después aparecieron rumores sobre un posible tongo a favor de Carola, contando llamadas que la gente no había realizado y cortando las líneas de Andreas Johnson, el supuesto favorito "moral".
Igual que las semifinales, todo el show fue conducido por Lena Philipsson como presentadora y Pekka Heino como comentarista. Los 4.240.000 de espectadores la convirtieron en la final más vista desde 1993. Otro récord fue que por primera vez desde la implementación del actual sistema de votación, los tres primeros clasificados superaron la barrera de los 200 puntos.
Total llamadas: 1.913.152 (récord)